# Șerbănești, Olt
Șerbănești este satul de reședință al comunei cu același nume din județul Olt, Muntenia, România. Este amplasat în partea de sud-est a comunei, pe valea râului Dorofei.